# Château de la Roche-Montbourcher
Le château de la Roche-Montbourcher est le vestige d'un édifice de la commune de Cuguen, dans le département d’Ille-et-Vilaine en région Bretagne.

## Localisation
Il se trouve au nord du département et au sud du bourg de Cuguen. Il est situé sur une éminence qui surplombe d'une vingtaine de mètres le ruisseau du Haut Montay. Le terrain est aujourd'hui entièrement occupé d'une forêt recouvrant les ruines.

## Historique
Le château datait des XIVe et XVe siècles et il n'en reste plus que des ruines.
Il est inscrit à l'inventaire supplémentaire des monuments historiques depuis le 8 août 1995,,.